# Phim chính kịch

Cuốn theo chiều gió là một bộ phim chính kịch-lãng mạn-sử thi.

Phim chính kịch (bao gồm phim điện ảnh chính kịch và phim chính kịch truyền hình), mà ở Việt Nam quen gọi là phim tâm lý xã hội hay phim drama, là một thể loại hư cấu tự sự (hoặc nửa hư cấu) có xu hướng mang tinh thần nghiêm túc hơn là hài hước. Yếu tố chính trong một bộ phim chính kịch là sự xuất hiện của xung đột - về tình cảm, trong xã hội, hoặc các vấn đề khác - và cách giải quyết của nó trong quá trình của mạch truyện. Các nhân vật trong cuốn phim đang trải qua một cuộc khủng hoảng trong cuộc sống, phải đối mặt với một quyết định thay đổi cuộc đời, phải làm lại cuộc đời vì mất mát, bị ngược đãi, có được may mắn ngẫu nhiên hoặc một cái gì đó tương tự. "

## Các dạng phim chính kịch
- Phim tội phạm, phim cảnh sát và phim xử án
- Phim lịch sử
- Phim kinh dị
- Phim sự kiện
- Hài-chính kịch
- Phim tâm lý tình cảm
- Phim tâm lý xã hội
- Phim quân nhân
- Phim tình cảm
- Phim thanh xuân